# Hina Jilani
Hina Jilani (Urdu: حنا جیلانی) (Lahore, 1953) es abogada de la Corte Suprema de Pakistán y activista de derechos humanos pakistaní. En 1980 fue cofundadora del primer despacho de abogados formado solo por mujeres en  Pakistán. Luchó contra la dictadura del régimen encabezado por el general Zia-ul-Haq y fue detenida y encarcelada en diversas ocasiones. En el año 2000 se convirtió en la primera Representante Especial del Secretario General de las Naciones Unidas para las personas defensoras de los Derechos Humanos, responsabilidad que asumió hasta 2008. Posteriormente ha continuado trabajando en la ONU y grupos internacionales en defensa de las personas activistas por los derechos humanos del mundo.

## Edad temprana y educación
Jilani inició el ejercicio de la abogacía en 1979, momento en el que Pakistán estaba bajo ley marcial.

## Carrera
Jilani es reconocida internacionalmente por su experiencia en investigaciones críticas sobre derechos humanos. En febrero de 1980, con su hermana Asma Jahangir, cofundó en Lahore el primer gabinete de asistencia jurídica formado solo por mujeres de Pakistán, la Cámara de Ayuda Legal de AGHS (ALAC). Inicialmente, las actividades se limitaban a proporcionar asistencia jurídica a las mujeres, pero poco a poco estas actividades aumentaron hasta incluir la conciencia jurídica, la educación, la protección contra la explotación, la investigación jurídica, el asesoramiento y la prestación de asistencia jurídica. También es una de las fundadoras de la Comisión de Derechos Humanos de Pakistán y del Foro de Acción de la Mujer (WAF) un foro de lucha contra la discriminación de las mujeres que surgió en 1980 como respuesta a la dictadura del régimen militar encabezado por el general Zia-ul-Haq que potenció la islamización del país y recortó especialmente los derechos de las mujeres. Muchas activistas fueron encarceladas, "las protestas públicas de las mujeres fueron brutalmente reprimidas y se prohibieron las reuniones para proteger los derechos de las mujeres" explica Jilani. 
También fundó el primer centro de asistencia jurídica de Pakistán en 1986. Además de proporcionar ayuda legal pro bona, también ha ayudado a establecer un refugio para las mujeres que huyen de la violencia y el abuso, llamado Dastak en 1991. Además de gestionar un refugio, Dastak también organiza talleres para crear conciencia de los derechos humanos y la protección de las mujeres.
Abogada y activista de la sociedad civil y activa en el movimiento por la paz, los derechos humanos y los derechos de las mujeres en Pakistán desde hace tres décadas, se especializa en litigios sobre derechos humanos y se ocupa especialmente de los derechos humanos de las mujeres, los niños, las minorías, Y el trabajo infantil, los presos políticos y otros. Ha llevado a cabo varios casos que se han convertido en hitos en el establecimiento de normas de derechos humanos en Pakistán. Su batalla por los derechos de los niños, especialmente la protección de los niños trabajadores que realizan trabajos peligrosos, condujo a la promulgación de una ley que regulaba el empleo de niños en 1991.
Jilani también está afiliada al Consejo de Derechos Humanos de las Naciones Unidas, al Centro Carter y a la Conferencia de las Naciones Unidas sobre la Mujer.

### Representante Especial del Secretario General de la ONU
En 1998 la Asamblea General de la ONU adoptó la Declaración de los defensores de los derechos humanos. Para hacer el seguimiento de la implementación de la declaración el Secretario General de la ONU estableció un mecanismo específico. Hina Jilani se convirtió así en la primera Representante Especial del Secretario General de la ONU para las personas defensoras de los Derechos Humanos (2000-2006). El mandato requería que la RESG buscara, examinara y respondiera a la información sobre la situación de las personas que defienden los derechos humanos en el mundo y estableciera cooperación y diálogo con los gobiernos y otros actores interesados en la promoción y aplicación efectiva de la Declaración, así como en la mejora de la protección de los activistas.
En 2006, fue nombrada miembro de la Comisión Internacional de Investigación de las Naciones Unidas sobre Darfur (Sudán). También es miembra del Panel de Juristas Eminentes sobre Terrorismo, Lucha contra el Terrorismo y Derechos Humanos. En 2009, fue nombrada para la Misión de Investigación de las Naciones Unidas sobre el conflicto de Gaza. Ella era la destinataria del Premio Editor de 2008 para el logro excepcional por The Lawyer Awards. El 11 de julio de 2013, se unió a The Elders, un grupo de líderes de estado, activistas de la paz y personas defensoras de los derechos humanos, fundado por Nelson Mandela.
Fue nombrada miembra del Consejo de Administración del Servicio Internacional de Derechos Humanos en mayo de 2013.

## Amenazas
Como resultado de su trabajo en el campo del activismo por los derechos de las mujeres, Jilani y su hermana, Asma Jahangir han sido arrestadas, amenazadas de muerte y enfrentadas a propaganda hostil, intimidación, abusos públicos y asesinatos contra ellas mismas y su familia especialmente durante la época de la dictadura militar. En 1999, después de representar el caso de Samia Sarwar, una joven que quería divorciarse de su marido abusador, Jilani y Jahangir volvieron a ser objeto de amenazas de muerte. La madre de Samia llegó con un pistolero a su oficina con el pretexto de querer reconciliarse con su hija. El pistolero mató a Samia y disparó contra Hina que logró escapar. En otra ocasión, hombres armados entraron en su casa y amenazaron a miembros de su familia. A pesar de las amenazas sigue viviendo y trabajando en Lahore.